# Кастильське королівство
Касти́льське королі́вство (лат. Regnum Castellae; ісп. Reino de Castilla) — одне з середньовічних королівств Піренейського півострова. Як автономне політичне утворення Кастилія постала у IX столітті у складі Леонського королівства. Назва королівства походить від численних замків (ісп. castillos), споруджених у цьому регіоні під час Реконкісти. Було одним з королівств, які стали основою для Кастильської Корони, а пізніше для об'єднаного Іспанського королівства та Іспанської імперії.

## Назва
Перша згадка про назву «Кастилія» (ісп. Castilla) з'являється в Хроніці Альфонсо III (IX століття), в якій згадується, що король Астурії Альфонсо I заселив провінцію Бардулія, яка тепер зветься Кастилією. Назва Кастилії походить від наявності чесленних оборонних замків (лат. castella), зведених в цій прикордонній області Астурійського королівства. У хроніках мусульманського Аль-Андалуса, створених у Кордовському халіфаті, згадується область Аль-Кіла.

## Історія

### Кастильське графство (IX—XI століття)
Король Астурії Альфонсо I (правив в 739—757 роках), скориставшись міжусобицями між мусульманами в Аль-Андалусі, зміг захопити низку територій на південь від Кантабрійських гір. У відвойованих у мусульман землях він почав зводити оборонні замки і заселяти ці території християнськими поселенцями. Наступники Альфонсо I спромоглися ще більше розширити територію королівства на південь.
Близько 850 року король Астурії Ордоньо I для покращення управління новими південно-східними областями королівства утворив окреме графство. Територія графства обмежувалися невеликою територією, кордон якої проходила на сході по річці Ебро, на заході досягала Браньйосери, на півночі — Кантабрійських гір, а на півдні — збігалася з лінією укріплень, з яких найбільшими були Лоса і Тобаліна. З першої половини IX століття до середини XI століття Кастильське графство перебувало в складі Астурійського, а з 910 року Леонського королівства.
Керівником новоутвореного Кастильського графства король Ордоньо I призначив Родріго. Перше документально підтверджене свідчення про Родріго як про графа Кастилії відноситься до 852 року, коли він підтвердив хартію про заснування монастиря Сан-Мартін-де-Ферран. Від 853 до 862 року згадки про нього є ще в кількох актах, в основному, пов'язаних із заснуванням на підлеглих землях нових абатств. Родріго заселив і укріпив стародавні кантабрійські міста на пагорбах Амайя, на захід і південь від річки Ебро, де було зручно організувати оборону від мусульманських військових експедицій і контролювати важливу дорогу часів що ще з часів Римської імперії проходила південніше Кантабрійських гір аж до Леона. Нові поселення Кастильського графства повторно заселялись вестготськими, баскськими та мосарабськими поселенцями з Кантабрії, Астурії та Васконії під керівництвом абата Вітула та його брата, графа Гервіга. Графство мало власний романський діалект і звичаєві закони.
Про останні роки життя графа Родріго відомо дуже мало. Останній підписаний ним документ датований 18 квітня 873 року. Невдовзі після цього, 4 жовтня, Родріго помер. Новим правителем Кастилії став, за згоди астурійського короля Альфонсо III, єдиний син померлого графа, Дієго Порселос. Надання Кастилії Дієго став першим в історії Астурійського королівства фактом спадкування графства за правом кровної спорідненості. Перші графи Кастилії брали активну участь у Реконкісті, завдяки якій розширили свої володіння. Столицею графства став Бургос, заснований 884 року або королем Астурії Альфонсо III Великим, або графом Кастилії Дієго Порселосом.
Згодом регіон було поділено, окремі графства були названі Алава, Бургос, Сересо та Лантарон, а також Кастилія. У X столітті графи Кастилії через виникнення міжусобиць та слабкість королівської влади в Леонському королівстві почали прагнути незалежності. У 931 році графство знову було об'єднане графом Фернаном Гонсалесом, засновником династії Лара, який підняв повстання проти Леонського королівства (держави-наступниці Астурії) і домігся для Кастилії автономного статусу, що дозволило йому його родині перетворити графство у спадкове. Син Фернана Гонсалеса, Гарсія I, після повалення в 984 році леонського короля Раміро III відмовився скласти васальну присягу новому королю Бермудо II, який, потребуючи допомоги в своїй боротьбі з леонською знаттю, в 991 році визнав графа Кастилії незалежним і рівним собі правителем. Після смерті Гарсії I, наступним графом Кастилії став його син Санчо I (правив у 995—1017 роках).

### Заснування Кастильського королівства та унія з Леоном (XI—XII століття)

Кастильське графство у 1037 році

В 1015 році граф Кастилії Санчо I видав свою дочку за короля Наварри Санчо III. Після смерті Санчо I в 1017 році, влада в Кастильському графстві перейшла до його малолітнього сина Гарсії II, а протектором графства Кастилія за малолітнього брата своєї дружини став Санчо III Наваррський. В 1029 році, вже дорослий Гарсія II був убитий під час перебування в Леоні, куди від прибув щоб одружитися на принцесі Санчі, сестрі короля Леону Бермудо III. Після його загибелі Санчо III Наваррський оголосив себе феодальним володарем Кастильського графства і призначив свого молодшого сина (племінника Гарсії) Фернандо графом Кастилії, одруживши його на призначеній нареченій свого дядька, Санчі Леонській. Після смерті Санчо III в 1035, король Леону Бермудо III повернув Кастилію під свій номінальний контроль, але Фернандо, об'єднавшись зі своїм братом Гарсією III Наваррським, почав війну зі своїм зятем Бермудо. 4 вересня 1037 року у вирішальній битві на річці Карріона в Тамарській долині Бермудо був убитий, не залишивши спадкоємців. Відтак, скориставшись правами своєї дружини Санчі Леонської, Фернандо прийняв королівський титул як король Леона та Кастилії, створивши тим самим прецедент надання правителю Кастилії королівського титулу.
Коли Фернандо I помер у 1065 році, території були розділені між його дітьми. Санчо II став королем Кастилії, Альфонсо VI — королем Леону, а Гарсія — королем Галісії, а його дочки отримали міста: Уррака — Самору, а Ельвіра — Торо.
Санчо II Кастильський об'єднався з Альфонсо VI Леонським і разом вони завоювали, а потім розділили Галісію. Пізніше Санчо за допомогою Ель Сіда напав на Альфонсо VI, вторгся в Леон та вигнав свого брата у вигнання, тим самим возз'єднавши усі три королівства. Уррака дозволила більшій частині леонської армії сховатися в місті Самора. Санчо взяв місто в облогу, але був убитий у 1072 році Беллідо Дольфосом, галісійським дворянином, після чого кастильські війська відступили. У результаті Альфонсо VI повернув собі всю свою початкову територію Леонського королівства та додатково став королем Кастилії та Галісії. Це був другий союз Леона та Кастилії, хоча два королівства залишалися окремими політичними одиницями, об'єднаними лише персональною унією. У 1077 році Альфонсо VI він оголосив себе імператором Іспанії (цей титул ніхто за межами Піренейського півострова не визнав).
1085 року, зібравши велике військо (було запрошено чимало французьких феодалів, насамперед бургундців), Альфонсо VI взяв в облогу мусульманське Толедо і після капітуляції міста, 25 травня 1085 року король Кастилії та Леону урочисто в'їхав до стародавньої столиці Вестготського королівства. Налякані успіхами Альфонсо VI, мусульманські еміри закликали на допомогу Юсуфа, правителя держави африканських Альморавідів. У жовтні 1086 року в битві при Саграхасі Юсуф завдав християнському війську нищівної поразки. У 1108 році його син Алі ібн Юсуф завдав нової поразки кастильському війську у битві при Уклес. У цій битві загинув Санчо, єдиний син Альфонсо VI.
Через смерть єдиного спадкоємця чоловічої статі, Альфонсо VI застосував до престолонаслідквання підхід, відмінний від інших європейських королівств, включаючи Францію. Після смерті Альфонсо VI в 1109 році корону Кастилії та Леону успадкувала його дочка Уррака, яка була дружиною спочатку бургундського лицаря Раймунда, представника Іврейської династії і засновника іспанського Бургундського дому, а після його смерті Альфонсо I Арагонського. Альфонсо безуспішно намагався претендувати на землі Урраки, перш ніж вони розірвали свій шлюб в 1114 році. Після смерті Уракки, королем Леона та Кастилії став її син від першого шлюбу Альфонсо VII. Під час свого правління Альфонсо VII зумів анексувати частину слабших королівств Наварри та Арагону, які боролися за відокремлення після смерті Альфонсо I Арагонського.

## Кастильська Корона (Кастилія і Леон)

### Остаточна унія з Леонським королівством (XIII століття)

Територіальна експансія Кастильської Корони в часі

Альфонсо VII відновив королівську традицію поділу свого королівства між своїми дітьми. В 1157 році Санчо III став королем Кастилії, а Фернандо II — королем Леона.
Суперництво між обома королівствами тривало до 1230 року, коли Фернандо III отримав права на Леонське королівство від свого батька Альфонсо IX, попередньо успадкувавши Кастильське королівство від своєї матері Беренгели Кастильської в 1217 році. Крім того, він скористався занепадом імперії Альмохадів, щоб завоювати долину Гвадалквівіра, а його син Альфонсо X захопив землі Мурсійської тайфи.
Об'єднання королівств Леона та Кастилії під владою Фернандо III вважається заснуванням Кастильської Корони, що складалось з Кастильського та Леонського королівств, а також з завойованих мусульманських володінь, включаючи Толедську, Кордовську, Мурсійську, Хаенську та Севільську тайфу.

### Трастамарський дім (XIV—XV століття)
Дім Трастамара був родом, який правив Кастилією з 1369 по 1504 рік, Арагоном з 1412 по 1516 рік, Наваррою з 1425 по 1479 рік і Неаполем з 1442 по 1501 рік.
Його назва була взята на честь графа (або герцога) Трастамара. Цей титул використовував Енріке II Кастилський, з Мерседеса, перед тим, як зійти на престол у 1369 році, під час громадянської війни зі своїм законним братом, королем Кастилії Педро. Хайме II Арагонський правив з 1458 по 1479 рік, і після його смерті його дочка стала королевою Елеонорою Наваррською, а його син став королем Фернандо II Арагонським.

## Союз Кастильської та Арагонської Корон
Шлюб Фернандо II Арагонського та Ізабелли I Кастильської в 1469 році в Паласіо де лос Віверо у Вальядоліді поклав початок сімейному союзу двох королівств. Вони стали відомі як католицькі королі (ісп. los Reyes Católicos). В 1474 році Ізабелла змінила свого зведеного брата Енріке IV на посаді королеви Кастилії, а Фернандо став jure uxoris (співправителем) Кастилії. В 1479 році Фернандо успадкував від свого батька посаду короля Арагону і Кастильська Корона та різні території Арагонської Корони були об'єднані в особисту унію, створивши вперше з VIII століття єдину політичну одиницю, яку називають Іспанією. Католицькі королі започаткували політику, яка зменшила владу буржуазії та дворянства в Кастилії та значно зменшила повноваження Кортесів (загальних судів) до такого стану, коли вони стали лише формально затверджувати акти монарха. У 1492 році Кастильське королівство завоювало Гранадський емірат, останню мавританську державу на піренейському півострові, тим самим поклавши край мусульманському правлінню в Іберії та завершивши Реконкісту.

### XVI століття
Після смерті Ізабелли в 1504 році її дочка, Хуана I, стала королевою (номінально), а її чоловік Філіп I Габсбург став королем (фактично). Після його смерті батько Хуани став регентом через її психічну хворобу, оскільки її синові Карлу I було лише шість років. Після смерті Фердинанда II у 1516 році Карл I був проголошений королем Кастилії та Арагону (за повноваженнями) разом зі своєю матір'ю Джоанною I королевою Кастилії (іменно). Як першого монарха, який правив Кастилією та Арагоном, Карла I можна вважати першим діючим королем Іспанії. Карл I також став імператором Священної Римської імперії в 1519 році Карлом V.

## Герб Кастильського королівства
Під час правління Альфонсо VIII, Кастильське королівство почало використовувати герб із зображенням золотого замку з трьома вежами та лазурними вікнами і брамою на червоному щиті.

Герб Кастильського королівства (1171–1214)
Герб Кастильського королівства (1214–30)
Герб Кастильської Корони (1230–84)
Герб Кастильської Корони (1284–1390)
Герб короля Кастилії Енріке III (1390–1406)
Герб Кастильської Корони (XV ст.)
Герб Кастильської Корони з «верхнім гербом» (1366–1406)
Герб з щитотримачами (1406–74)